# Trichiurus gangeticus
Trichiurus gangeticus är en fiskart som beskrevs av Gupta, 1966. Trichiurus gangeticus ingår i släktet Trichiurus och familjen Trichiuridae. Inga underarter finns listade i Catalogue of Life.